# Piange... il telefono e le più belle canzoni di Domenico Modugno
Piange... il telefono e le più belle canzoni di Domenico Modugno è il 22º album in studio del cantante italiano Domenico Modugno, pubblicato nel 1975.

## Il disco
Il disco contiene un solo inedito, Piange... il telefono, pubblicato come singolo quello stesso anno. Tutte le altre undici canzoni erano già state incise da Modugno in album precedenti.
L'album, pubblicato originalmente dalla Carosello in LP (numero di catalogo CLN 25057) e musicassetta (300 520-4), non gode di alcuna ristampa recente ed è oggi di abbastanza rara reperibilità, l'unica ristampa, di più facile reperibilità, è quella della Dischi Ricordi nella serie economica Orizzonte, di cui esistono due edizioni, entrambe con numero di catalogo ORL 8097, una con titolo e copertina identica all'originale, una intitolata invece Le più belle canzoni di Domenico Modugno.
La critica accusò Modugno per la canzone Piange... il telefono poiché considerata una concessione agli effetti facili e strappalacrime (anche il film ispirato alla canzone subirà le stesse critiche). Stessa sorte toccherà al brano Il maestro di violino e all'omonimo film. 

## Tracce
1. Piange... il telefono (Le téléphone pleure) (C. Francois - J. Bourtayre - F. Thomas - D. Modugno) Interpretato con Francesca Guadagno (3:55)
2. Dio, come ti amo (Modugno) (3:20)
3. L'avventura (Modugno) (2:30)
4. Resta cu'mme (Modugno - Verde) (2:04)
5. Sole malato (Modugno - Pazzaglia) (3:20)
6. Strada 'nfosa (Modugno) (2:40)
7. Piove (ciao ciao bambina) (Modugno - Verde) (2:12)
8. Nel blu dipinto di blu (Modugno - Migliacci) (2:26)
9. Lu pisce spada (Modugno) (3:18)
10. Io (Modugno - Migliacci) (2:15)
11. Cosa sono le nuvole/Notte chiara (Modugno - P. P. Pasolini) (3:50)
12. Vecchio frack (Modugno) (3:55)